# Miles Schmidt-Scheuber

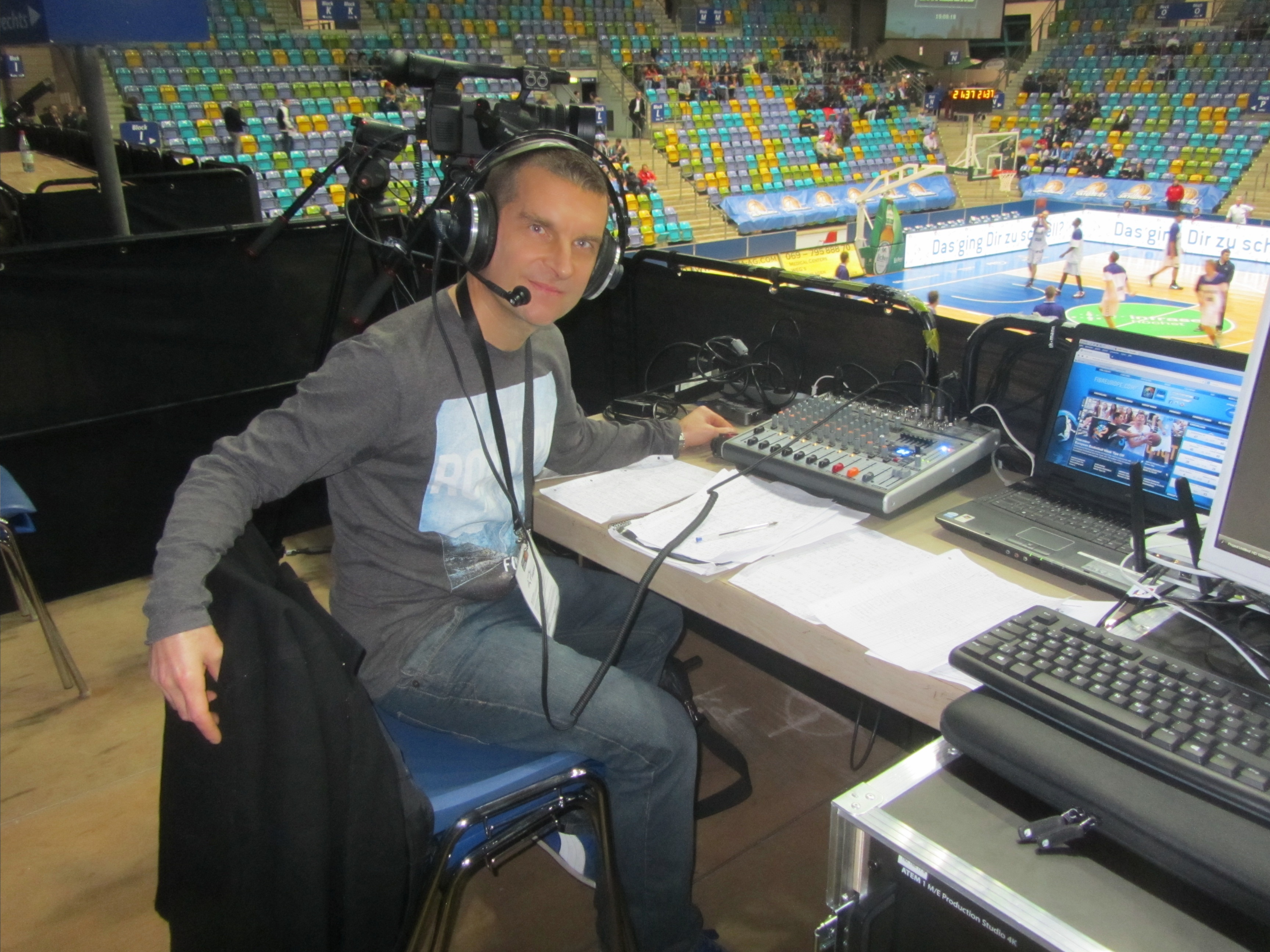
Miles Schmidt-Scheuber im Dezember 2014

Miles Schmidt-Scheuber (* 1969 in Lynn (Massachusetts)) ist ein US-amerikanisch-deutscher Sportjournalist, Blogger und Kommentator mit Fachgebiet Basketball.

## Laufbahn
Schmidt-Scheubers Eltern wanderten in die Vereinigten Staaten aus. Er wurde in Lynn im US-Bundesstaat Massachusetts geboren und wuchs in Boston auf. Schmidt-Scheuber spielte als Jugendlicher Eishockey. Basketball verfolgte er unter anderem als Anhänger der Boston Celtics. Schmidt-Scheuber war Schüler an der Avon Old Farms School im Bundesstaat Connecticut, von 1996 bis 2001 studierte er Medienwissenschaft am Emerson College in Boston.
2001 ging er nach Deutschland, ließ sich zunächst in der Nähe von Aachen nieder und arbeitete für ein Medienunternehmen im Bereich Vermarktung. Er zog dann ins Rhein-Main-Gebiet und war ab 2003 als Journalist für die Rundfunkanstalt American Forces Network tätig. Ab 2004 berichtete Schmidt-Scheuber über die Sportart Basketball, insbesondere vom Bundesligisten Skyliners Frankfurt, sowohl als Kommentator bei Spielübertragungen als auch als Verfasser von Spielberichten. Von 2005 bis 2013 war er Basketballberichterstatter für den Rundfunksender Radio Fortuna, unter anderem mit einer wöchentlichen Sendung über die Skyliners Frankfurt. 2008 wurde er für eurobasket.com tätig und erhielt 2018 die Auszeichnung des Basketball-Fachportals für sein Lebenswerk. Des Weiteren ist er für den englischsprachigen Basketball-Blog German Hoops tätig und gehörte mehrmals zu den Kommentatoren der Übertragungen des Finalturniers der JBBL und NBBL. Er wurde in der deutschen Basketball-Berichterstattung als „lebende Legende“ und „Radio-Pionier“ bezeichnet, der „Unglaubliches für den Sport“ Basketball leiste. 2024 erschien sein Buch The Real Basketball Deal, in dem Schmidt-Scheuber Erinnerungen aus seiner Arbeit als Basketballberichterstatter niederschrieb.